# Kruis voor Verdienste van de Nederlandse Vereniging van Brandweercommandanten
Het Kruis voor Verdienste van de Nederlandse Vereniging van Brandweercommandanten is een onderscheiding die door de in 1945 opgerichte Nederlandse Vereniging van Brandweercommandanten werd ingesteld als onderscheiding voor algemene verdiensten voor de brandweer, verdienstelijke organisatoren van brandweerwedstrijden en bezoekende buitenlandse brandweercommandanten.
Deze particuliere onderscheiding heeft drie graden.
- Gouden Kruis. Een onderscheiding voor "verdiensten jegens de Nederlandse brandweer en wegens verdiensten jegens de NVBC". Het kruis is wit geëmailleerd en draagt in het centrum een gouden medaillon met op de ring de woorden "NEDERLANDSE VERENIGING VAN BRANDWEERCOMMANDANTEN". Het wordt aan een geel lint met in het midden een smalle rode streep en smalle rode biesen gedragen.
- Zilveren Kruis. Een onderscheiding voor "voor verdienste op het gebied van brandweerwedstrijden". Het kruis is blauw geëmailleerd en draagt in het centrum een zilveren medaillon met op de ring de opdracht "ALGEMEEN BRANDWEERWEDSTRIJD COMITE". Het wordt aan een geel lint met in het midden een smalle rode streep en smalle rode biesen gedragen.
- Bronzen Kruis. Een onderscheiding voor bezoekende buitenlandse brandweercommandanten. Het kruis is oranje geëmailleerd en draagt in het centrum een bronzen medaillon met op de ring de opdracht "NEDERLANDSE VERENIGING VAN BRANDWEERCOMMANDANTEN". Het wordt aan een citroengeel lint met in het midden drie smalle banen in de kleuren van de Nederlandse vlag gedragen.

## Het kruis
Het Kruis voor Verdienste van de Nederlandse Vereniging van Brandweercommandanten heeft vijf geëmailleerde armen met daarop de letters NVBC in de kleur van het metaal van het kruis. Het door een cirkelvormige brandweerspuit omringde ronde medaillon is versierd met brandweerattributen zoals een tros touw, een ladder, een brandweerbijl, een helm en een pikhaak. Op de ring staat het omschrift "NEDERLANDSE VERENIGING VAN BRANDWEERCOMMANDANTEN" of "ALGEMEEN BRANDWEERWEDSTRIJD COMITE".
Van het gouden kruis bestaan twee varianten die alleen in grote verschillen.

## Draagwijze
Voor de brandweeronderscheidingen bestaan weinig regels. Het Ministerie van Defensie noemt ze niet in de limitatieve en officieel voorgeschreven Voorschrift Militair Tenue wat betekent dat men de modelversierselen en batons geen van allen op militaire uniformen mag worden gedragen. Op politie-uniformen draagt men de brandweeronderscheidingen wél. Daar is weinig of niets geregeld. Brandweerlieden dragen op hun uniformen soms batons of modelversierselen.
In de voor burgers bestemde Draagvolgorde van de Nederlandse onderscheidingen zoals die door de Kanselier der Nederlandse Orden werd uitgegeven worden de brandweeronderscheidingen niet genoemd.